# Kilayim
Kilayim (en hebreu: כלאים) (en català: barreja) és el quart tractat del seder Zeraïm (en català: "Llavors") de la Mixnà i el Talmud. Tracta sobre les lleis de diverses produccions agràries prohibides, tal com està escrit en els versicles: Levític 19:19 i Deuteronomi 22:9-11. Kilayim tracta sobre el sembrat de diferents mescles de llavors, la pràctica de fer empelts en els arbres, les mescles de vinyes, els creuaments d'animals, el treball amb diferents animals, i el shatnez (la roba que conté una barreja de llana i lli). Només hi ha una Guemarà sobre aquest tractat, en el Talmud de Jerusalem.